# Acacia williamsiana
Acacia williamsiana är en ärtväxtart som beskrevs av J.T.Hunter. Acacia williamsiana ingår i släktet akacior, och familjen ärtväxter. Inga underarter finns listade i Catalogue of Life.